# Xenosiphonaphis japonica
Xenosiphonaphis japonica är en insektsart. Xenosiphonaphis japonica ingår i släktet Xenosiphonaphis och familjen långrörsbladlöss. Inga underarter finns listade i Catalogue of Life.